# 乔伊·哈格迪
约瑟夫·“乔伊”·哈格迪（Joseph "Joe" Hagerty，1982年4月19日—）生于新墨西哥州阿布奎基，是一名美国男子体操运动员。他曾参加2008年夏季奥林匹克运动会，最终获得男子团体项目铜牌。